# Peetje en Meetje

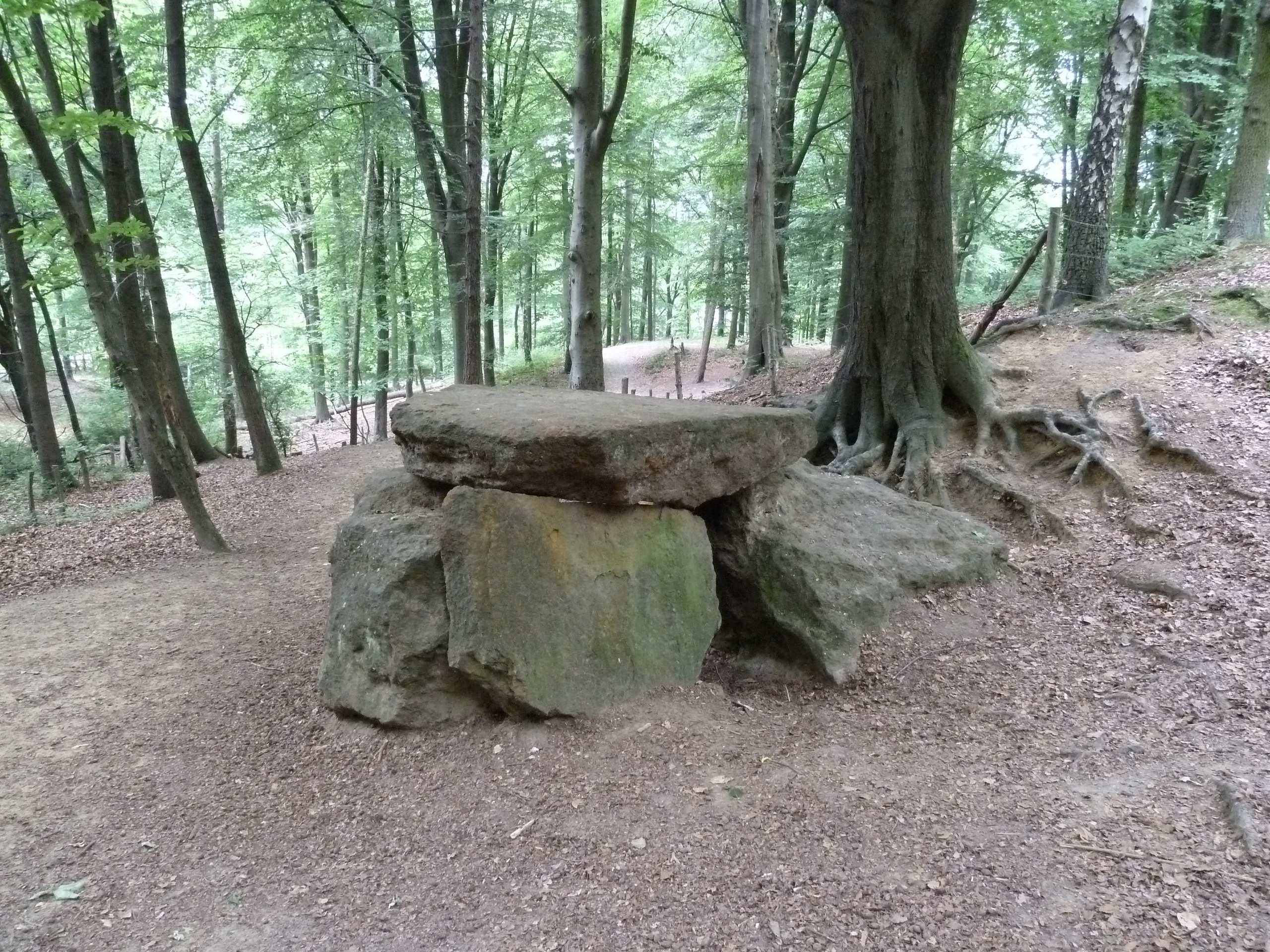
Peetje en Meetje

Peetje en Meetje (auch Meetje en Peetje genannt) ist ein Pseudodolmen, wie der ebenfalls belgische Pseudodolmen von Gomery. Peetje en Meetje liegt nahe der Straße Fazantendreef im Kluisbos (Wald) von Ronse (französisch Renaix) südwestlich von Kluisbergen in Oost-Vlaanderen, an der Grenze zu Wallonien in Belgien.
Ursprünglich gab es nur zwei einzelne Steine. Es ist unbekannt, wie lange sie als Trilith existieren.
Wie zahlreiche alte Postkarten zeigen, waren die beiden Steine ursprünglich viel weiter voneinander entfernt. Sie wurden einander angenähert und durch einen Stein, der in der Nähe von Kluisbergen gefunden wurde, ergänzt.
Die Überlieferung spricht von einer Opferstätte keltischer Druiden.